# تارا، ساگا
تارا، ساگا (به لاتین: Tara, Saga) یک شهر در ژاپن است که در استان ساگا واقع شده‌است.

## خصوصیات
تارا ۱۰٬۰۷۵ نفر جمعیت دارد.